# مرده یا زنده ۵
مرده یا زنده ۵ (به انگلیسی: Dead or Alive 5) به‌طور مختصر دی‌اوای۵، یک بازی ویدئویی در سبک مبارزه‌ای از مجموعه بازی‌های مرده یا زنده است که توسط استودیو تیم نینجا توسعه یافته و به‌وسیلهٔ کویی تکمو در سپتامبر ۲۰۱۲ به‌طور همزمان برای کنسول‌های ایکس‌باکس ۳۶۰ و پلی‌استیشن ۳ منتشر شده‌است.
مرده یا زنده ۵ شامل سه شخصیت مهمان از مجموعه بازی‌های ورچوئا فایتر شرکت سگا همچون آکیرا یوکی، سارا برایانت و پای چن، و چندین مکانیسم جدید روند بازی، همچنین گرافیک بهبود یافته و سبک بصری واقع‌گرایانه‌تر از نسخه‌های پیشین خود بود. داستان این نسخه دو سال بعد از رخدادهای مرده یا زنده ۴ روایت می‌شود.
نسخه ارتقاء یافته‌ای از این بازی با عنوان مرده یا زنده ۵ پلاس در سال ۲۰۱۳ برای کنسول بازی دستی پلی‌استیشن ویتا عرضه شد. همچنین نسخه جدیدی از این بازی با نام مرده یا زنده ۵ آلتیمیت در سال ۲۰۱۳ برای ایکس‌باکس ۳۶۰ و پلی‌استیشن ۳ منتشر شد. آخرین نسخه بازسازی شده از این عنوان نیز با نام مرده یا زنده ۵ راند آخر در فوریه ۲۰۱۵ برای کنسول‌های پلی‌استیشن ۳، پلی‌استیشن ۴، ایکس‌باکس ۳۶۰ و ایکس‌باکس وان و همچنین مایکروسافت ویندوز از طریق استیم در دسترس قرار گرفت.